# Іщенко Сергій Віталійович
Сергі́й Віта́лійович І́щенко — старший солдат Збройних сил України, учасник російсько-української війни.
Станом на березень 2017-го — військовослужбовець, 169-та пересувна ремонтно-технічна база (в/ч А-1405).

## Нагороди
8 серпня 2014 року — за особисту мужність і героїзм, виявлені у захисті державного суверенітету та територіальної цілісності України, вірність військовій присязі під час російсько-української війни, відзначений — нагороджений орденом «За мужність» III ступеня.